# Gasterosteus aculeatus
Gasterosteus aculeatus Linnaeus, 1758, conhecido pelos nomes comuns de esgana-gata ou esgana-gato, é um peixe nativo de grande parte do norte da Europa, do norte da Ásia e América do Norte. Foi introduzido em partes do sul e centro da Europa, incluindo a Bélgica, onde a espécie foi apresentada num selo postal emitido em 1990.

## Taxonomia
São reconhecidas três subespécies:
- Gasterosteus aculeatus aculeatus Linnaeus, 1758 — na Europa;
- Gasterosteus aculeatus santaeannae Regan, 1909 —
- Gasterosteus aculeatus williamsoni Girard, 1854 —

## Comportamento sexual
O esgana-gata macho exibe um ventre vermelho na época da reprodução, que usa para atrair fêmeas para o ninho que construiu, e comporta-se agressivamente contra outros machos que apareçam no seu território.